# Кристијан Никлес
Кристијан Назарио Анак Никлес (малајс. Christian Nazario Anak Nikles; 26. децембар 1997) брунејски је пливач чија ужа специјалност су спринтерске трке слободним стилом. Вишеструки је национални првак и рекордер у великим и малим базенима.  

## Спортска каријера
Никлес је дебитовао на светским првенствима у пливању у Шангају 2011, а наступао је и на наредна 4 првенства (Барселона 2013, Казањ 2015, Будимпешта 2017. и Квангџуу 2019. године). Најбољи успех у каријери на светским првенствима му је било 67. место у квалификацијама трке на 50 метара слободно у Казању. На првенству у Квангџуу је пливао у квалификационим тркама на 50 слободно (86) и 100 слободно (98. место). 
Такмичио се и на неколико светских првенстава у малим базенима али без неких запаженијих резултата. 